# Like Gold
Like Gold è un singolo del cantautore australiano Vance Joy, pubblicato il 3 novembre 2017 come secondo estratto dal secondo album in studio Nation of Two.

## Tracce
Testi e musiche di Vance Joy e Dan Wilson.
1. Like Gold – 3:43

## Formazione
Musicisti
- Vance Joy – voce, chitarra acustica, chitarra a dodici corde
- Edwin White – batteria, percussioni
- Jeremy Lightfoot – basso

Produzione
- Phil Ek – produzione, ingegneria del suono, missaggio
- Edwin White – co-produzione
- Cameron Nicklau – assistenza all'ingegneria del suono
- Greg Calbi – mastering